# Ju Inthak
Ju Inthak (hangul: 유인탁, handzsa: 柳寅卓, RR: Yu In-tak; Kimdzse (Gimje), 1958. január 10. –) dél-koreai olimpiai bajnok birkózó. Az 1984. évi nyári olimpiai játékokon aranyérmet szerzett. Később edző lett, 1999-ben azonban felhagyott a sporttal, azóta étkezdét üzemeltet.

## Olimpiai szereplése
| Versenyző             | Versenyszám | Vigaszágas kiesés | Vigaszágas kiesés | 5. helyért        | Bronz- mérkőzés   | Döntő                   | Helyezés |
| Versenyző             | Versenyszám | Ellenfél Eredmény | Hely.             | Ellenfél Eredmény | Ellenfél Eredmény | Ellenfél Eredmény       | Helyezés |
| --------------------- | ----------- | --- | ----------------- | ----------------- | ----------------- | ----------------------- | -------- |
| Ju Inthak (Yu In-Tak) | 68 kg       | B csoport · Eric Brulon (FRA) · 13–1 · Jagmander Singh (IND) · 19–7 · Erwin Knosp (FRG) · 12–0 · Kamimura Maszakazu (JPN) · 11–4 · Fevzi Şeker (TUR) · 7–2 · Döntő · Kamimura Maszakazu (JPN) · 11–4 · Fevzi Şeker (TUR) · 7–2 | 1.                |                   |                   | Andrew Rein (USA) · 5–5 |          |